# De Hemricourt de Grunne
De familie de Hemricourt de Grunne (ook: d'Hemricourt de Grunne) is een Belgische adellijke grafelijke familie.

## Geschiedenis
Vanaf minstens 1648 maakten leden van deze familie deel uit van de 'états nobles' van Luik en vanaf 1700 van die van Namen, onder de oorspronkelijke familienaam de Mozet.
Nicolas de Mozet, Philippe-Antoine de Mozet, heer van Grunne, en andere leden van de familie werden in 1747 door keizer Frans I Stefan verheven in de adel met de titel graaf van Grunne en van het Heilige Roomse Rijk, vernoemd naar de heerlijkheid Grunne die in de 16e eeuw door huwelijk in de familie was gekomen. Conrard de Hemricourt kreeg anderzijds in 1745 de titel van graaf van het Heilig Roomse Rijk van Maximiliaan, keurvorst van Beieren, 
In 1816 werd de kleinzoon van Philippe-Antoine, Mathias Carloman d'Hemricourt de Grunne (Dresden, 1769 - Eltville, 1853), erkend te behoren tot de Nederlandse adel met de titel van graaf voor hem en alle nakomelingen. Hij werd opgenomen in de Ridderschap van de provincie Namen. Hij bleef in 1830 Nederland trouw. Niettemin bleef deze familie na 1830 hoofdzakelijk in België en behoort sindsdien tot de Belgische adel, met uitzondering van enkele leden die zich in Oostenrijk vestigden en een familietak vormden die uitstierf in de 20e eeuw.

## Burgemeesters
Het geslacht telde verschillende burgemeesters :
- Eugène de Hemricourt de Grunne (Frankfurt am Main, 25 april 1823 - Brussel, 14 april 1903), burgemeester van Bauffe.
- Charles Arthur de Hemricourt de Grunne (Luik, 15 november 1840 - Brussel, 25 augustus 1911), doctor in de rechten, senator, provincieraadslid van Limburg, burgemeester van Rutten.
  - Léon de Hemricourt de Grunne (Thieusies, 1873 - Tremezzo, 1927), provincieraadslid van Limburg, burgemeester van Rutten, lid van de Hoge Raad voor de Jacht.
    - Philippe de Hemricourt de Grunne (Horion-Hozémont, 1905 - Tongeren, 1984), burgerlijk mijningenieur, burgemeester van Rutten, voorzitter van de Société des bibliophiles liégeois.
      - Alexandre de Hemricourt de Grunne (°1949), getrouwd met gravin Consuelo von und zu Hoensbroech, werd weliswaar geen burgemeester, maar bleef het ouderlijk kasteel in Rutten bewonen.
      - Thierry de Hemricourt de Grunne (°1959), getrouwd met gravin Bénédicte d'Ursel de Bousies, dochter van Michel d'Ursel, burgemeester van Heks, verwierf het Waterkasteel van Schoonbeek in Beverst.
- François de Hemricourt de Grunne (Brussel, 19 februari 1850 - Denée, 10 oktober 1926), generaal, vleugeladjudant van de koningen Leopold II en Albert I, werd na de dood van zijn vrouw (Madeleine de Montalambert) in 1920 benedictijn in de abdij van Maredsous onder de naam van Dom Dominique. Het echtpaar had negen kinderen.
  - Charles de Hemricourt de Grunne (Brussel, 1875 - Amiens, 1937), burgemeester van Aalter.
  - Eugène de Hemricourt de Grunne (Brussel, 23 december 1883 -  Adegem, 26 mei 1940), burgemeester van Wezembeek-Oppem (1926-1940), kapitein-commandant bij het 7de regiment Jagers te voet, sneuvelde tijdens de Achttiendaagse Veldtocht.
    - Baudouin de Hemricourt de Grunne (La Roche-en-Brenil, Côte-d'Or, 8 september 1917 - Wezembeek-Oppem, 9 december 2011), was onafgebroken burgemeester van Wezembeek-Oppem van 1947 tot 1995. Beroepshalve was hij directeur-generaal van de Vereniging van Belgische steden en gemeenten. Tijdens de oorlog was hij actief in het Verzet als adjunct-chef van de Dienst Socrates en lid van het Eskadron Brumagne. Na de oorlog was hij kabinetsmedewerker van de ministers Camille Gutt, Albert Coppé en Jean Duvieusart. Hij was verder:
      - Lid van de groep 'La Relève' en van 'Les Amis du Jeudi'.
      - Voorzitter van de Club Alpin Belge.
      - Stichtend voorzitter van de vzw 'La Croix du Sud' (Zwart-Afrika).
      - Voorzitter van de vzw 'Delphus'.
      - Voorzitter van de vzw 'De Vrienden van het Museum van Tervuren'.
      - Lid van de PSC.

  - Xavier de Hemricourt de Grunne (Rixensart, 11 juni 1894 - Gross Strehlitz, 4 juli 1944), senator, burgemeester van Wezembeek-Oppem (1920-1926). De Grunne werd in de eerste dagen van de Eerste Wereldoorlog, in augustus 1914, zwaar gekwetst en krijgsgevangen genomen. Hij bleef vier jaar in gevangenschap. Hij werd na de oorlog docent sociologie en ook ontdekkingsreiziger in equatoriaal Afrika (beklimming van de Ruwenzori). Als volleerd bergbeklimmer oefende hij vaak met koning Albert I en leidde de opzoekingen bij Marche-les-Dames tijdens de nacht van zijn dodelijk ongeval. Hij werd tot senator voor Rex verkozen maar keerde zich al in 1936 van deze partij af. Tijdens de Tweede Wereldoorlog behoorde hij tot het Verzet, met een eigen beweging, La Phalange, en vervolgens binnen het Geheim Leger. Hij werd opgepakt en kwam om het leven in een Duits concentratiekamp.

## Hofhoudingen
Het leverde ook leden aan hofhoudingen, zoals:
- Carloman de Hemricourt de Grunne (1769-1853), kamerheer van keizer Frans II.
- Willem de Hemricourt de Grunne (1819-1894), kamerheer van de keizer van Oostenrijk.
- Alexander de Hemricourt de Grunne (1814-1841), kamerheer van de keizer van Oostenrijk.
- François de Hemricourt de Grunne (1850-1926), generaal, vleugeladjudant van de koningen Leopold II en Albert I.
- Guillaume de Hemricourt de Grunne (1888-1978), een van de zoons van generaal François de Hemricourt de Grunne, diplomaat, grootmeester van het Huis van koningin Elisabeth.

## Verzet
De familie telde heel wat hogere officieren.
In oorlogstijd, vooral tijdens de Tweede Wereldoorlog, onderscheidden zich verschillende familieleden in het leger en in het verzet. Onder hen:
- Baudouin de Hemricourt de Grunne (1917-2011), adjunct-chef van de verzetsgroep Socrates en lid van het Eskadron Brumagne (zie onder 'burgemeesters').
- Gerard-Emmanuel de Hemricourt de Grunne (1921-1951), radiotelegrafist en lid van het eskadron Brumagne.
- Eugène de Hemricourt de Grunne (1883-1940), gesneuveld in Adegem op 26 mei 1940.
- Rodolphe de Hemricourt de Grunne (1911-1941), gevechtspiloot, neergeschoten boven het Kanaal op 21 mei 1941.
- Xavier de Hemricourt de Grunne (1894-1944), omgekomen in het concentratiekamp Gross Strelitz op 4 juni 1944.
- gravin Xavier de Hemricourt de Grunne, geboren Anne de Meaux (1894-1980).

## Alpinisten
Heel wat leden van de familie hebben zich onderscheiden als bergbeklimmers. Onder hen:
- Francois-Xavier de Grunne veroverde de Ruwenzori.
- Françoise de Grunne, dochter van François-Xavier, geboren in 1927, verdween op 15 september 1960 tijdens de beklimming van de Bilchhar Dobani (Pakistan).
- Baudouin de Grunne, voorzitter van de Club Alpin Belge.